# Musri
|  | Per a altres significats, vegeu «Musri (desambiguació)». |

Musri (en assiri Mu-us-ri), o Muzri va ser un regne neohitita i després territori d'Assíria, de situació discutida. Musri vol dir "línia" o "frontera" o "marca" i hauria estat originalment donat pels assiris a les terres frontereres a l'oest. A la meitat del segon mil·lenni el territori s'estenia suposadament darrere l'Eufrates, entre Mildish (Malatya) i cap al sud fins a les planes de Síria.
Després de la caiguda de l'imperi Hitita s'hauria erigit un regne neohitita de Musur (derivat del nom assiri) o Masuwari. La ciutat de Masuwari correspon a la posterior Til Barsip (Tarbusiba) i a la moderna Tell Ahmar. Una ciutat de nom Mazuwati s'esmenta com a possessió del regne hitita de Karkemish en un tractat entre el rei hitita Subiluliuma I (1344-1320 aC) i Mattiwaza de Mitanni (cap als anys 1340-1320 aC) però no és gaire segur que fos la mateixa ciutat.
Salmanassar I entre els anys 1270 aC i 1260 aC hi va fer una incursió. A l'inici del primer quart del segle xi aC hi va fer campanya Teglatfalassar I (la seva vuitena campanya o sisè any):Aquest rei va governar cap als anys 1115 aC a 1076 aC. El rei de Musri tenia el suport del rei de la terra de Qamani. Els assiris van derrotar els musris en primer lloc i després als qamanis, que es van reagrupar o reforçar i van presentar novament batalla a la muntanya Tala on altre cop van ser derrotats i van haver de fugir perseguits pels vencedors que van arribar fins a la muntanya de Kharusa, al límit amb el país de Musri on els qamanis van patir una nova derrota; els assiris van entrar a Qamani i van conquerir la ciutat fortificada de Jarusa assetjant seguidament la capital, Kibshuna. Els dos territoris van ser obligats a pagar un tribut anual després de patir el devastador sistema de guerra assiri. Com diuen els annals "els caps dels habitants de Musri van ser tallats com bens". Qamani era Comana, a Cataònia, a la riba de l'Halis, i allí va deixar un record de les seves victòries en plaques de coure i en una fortalesa que va construir per assegurar les seves conquestes a Cilícia.
Cap a l'any 900 aC Bit Adini hauria començat la conquesta de Musri. Salmanassar III va conquerir la part del país de Musri que Bit Adini dominava però la resta hauria seguit independent. A la batalla de Qarqar o Karkar el 854 aC s'esmenta la presència d'un contingent de 1000 homes del regne de Musri. Tots els participants a aquesta batalla eren de la zona de Cilícia, Síria, Fenícia i Palestina. Musri devia ser un dels estats menys importants, ja que aporta relativament pocs homes, però el doble que el regne de Que, situat a les muntanyes d'Amanus. En els anys següents el governador assiri de Bit Adini hauria conquerit tot l'estat de Musri pel seu rei. Teglatfalassar III en una expedició el 735 aC a Urartu, passa per Ura, al centre del país de Musri, però això podria ser una mala lectura o un país diferent.
Musri va ser també el nom que es donava a Egipte i apareix en diverses inscripcions assíries però en general en un context en què fàcilment es pot veure que es tracta d'Egipte i no del regne del nord de Síria-sud d'Anatòlia.
Un altre país de Musri està situat al modern Kurdistan Iraquià on viu una tribu kurda que porta el nom de Muzuri o Mussouri, i no tindria cap relació amb aquest Musri, ja que el lloc dels moderns kurds no té per què ser coincident amb de poblacions dels temps assiris fins i tot si el nom derivés d'aquests. El nom dels moderns muzuri en tot cas derivaria amb molta més probabilitat de la muntanya de Musri (moderna Jebek Maklub), al nord-oest de Nínive.